# 글리제 3021 b
글리제 3021 b는 물뱀자리 방향에 있는, 지구에서 57광년 정도 떨어진 항성 글리제 3021을 도는 외계 행성이다. 이 행성은 목성형 행성으로 모항성에서 0.5 천문단위 떨어진 곳을 돌고 있으며 질량은 목성의 3.37배(최솟값)이다. 시선 속도법을 이용하여 존재를 확인했다. 2001년 출판된 연구 결과에 따르면 시선 속도법은 궤도 경사각을 알 수 없는 방법이기 때문에, 글리제 3021 b의 질량은 실제 질량보다 훨씬 더 과소 평가되었다고 한다. 측정 천문학적으로 잰 궤도 경사각은 11.8도이며 여기서 나온 행성 질량은 목성의 약 16배로, 이는 갈색 왜성 급 이었다. 그러나 히파르코스 위성의 자료가 이 행성의 궤도 경사각을 제대로 재지 못한 것으로 판명되면서, 글리제 3021 b의 정확한 궤도 경사각과 질량은 아직까지 불분명한 상태로 남아 있게 되었다.

## 참고 문헌
1. ↑  Han;  외. (2001). “Preliminary astrometric masses for proposed extrasolar planetary companions”. 《The Astrophysical Journal》 548 (1): L57 – L60. doi:10.1086/318927. 2019년 12월 13일에 원본 문서에서 보존된 문서. 2008년 7월 12일에 확인함.
2. ↑  Pourbaix, D. and Arenou, F. (2001). “Screening the Hipparcos-based astrometric orbits of sub-stellar objects”. 《Astronomy and Astrophysics》 372: 935 – 944. doi:10.1051/0004-6361:20010597.